# Château de Montivert
Le château de Montivert est un château situé sur la commune de Saint-André-en-Vivarais dans le département de l'Ardèche.

## Situation
Le village de Saint-André-en-Vivarais se situe aux confins de la Haute-Loire et de l'Ardèche, en montagne ardéchoise, à 1 070 mètres d'altitude. Le château se trouve au lieu-dit de Montivert.

## Historique
Le premier château, une maison forte composée d'un corps et de deux donjons, aurait été construit au XIIIe siècle.
Plusieurs familles s'y succèdent : Les Iserdand, Montaignac, Vire du Liron. Le château connaît alors plusieurs transformations. Au milieu du XVIIIe siècle, il est de nouveau modifié par Gabrielle Vire du Liron.

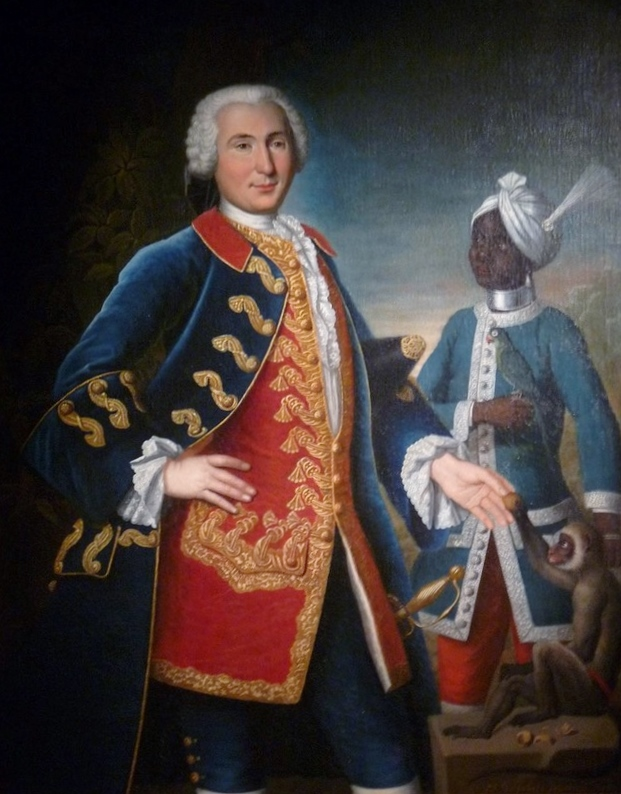
Portrait d'Antoine Barthélémy de Vire du Liron de Montivers, capitaine d’infanterie au service de la Compagnie des Indes (huile sur toile de François Dagobert Jouvenet, 1750).

Vers 1857, les Lacroix-Laval font construire un nouveau château (le château actuel) avec dépendances, attribué à l'architecte Pierre Martin. L'architecture provient d'une recherche sur le Moyen Âge et la Renaissance. En effet l'édifice est constitué d'un quadrilatère flanqués d'échauguettes, de faux mâchicoulis et de tours rondes. Les bâtiments agricoles ont cependant pu être réalisé par l'architecte Jean-Prosper Bissuel.

## Architecture

### Le château
Avec son âme du XIXe siècle, l'édifice actuel, de style néogothique, est composé d'un corps de logis rectangulaire de plan symétrique flanqué de deux tours en poivrière sur la façade principale, et d'échauguettes sur la façade postérieure. Au centre de l'élévation principale, un avant-corps est aussi orné de deux échauguettes, de faux mâchicoulis et d'un pignon percé d'un œil-de-bœuf. Les sous-sols sont faits de voûte en berceau en briques. La chapelle, au deuxième étage est en voûte d'ogives et conserve son décor du XIXe siècle (peintures, lambris, vitraux, culots sculptés…). Les salons du premier étage sont couverts de lambris sculptés, de plafonds à caissons et de papiers peints. Le château comprend un escalier d'honneur intérieur tournant sur trois étages, d'autres escaliers intérieurs droits montant au premier étage, ainsi qu'un escalier extérieur droit lui-aussi, prolongé par une terrasse à garde corps.
Les toitures en ardoises à croupes sont percées de lucarnes. Les tours à toit conique portent la même toiture que le bâtiment central.

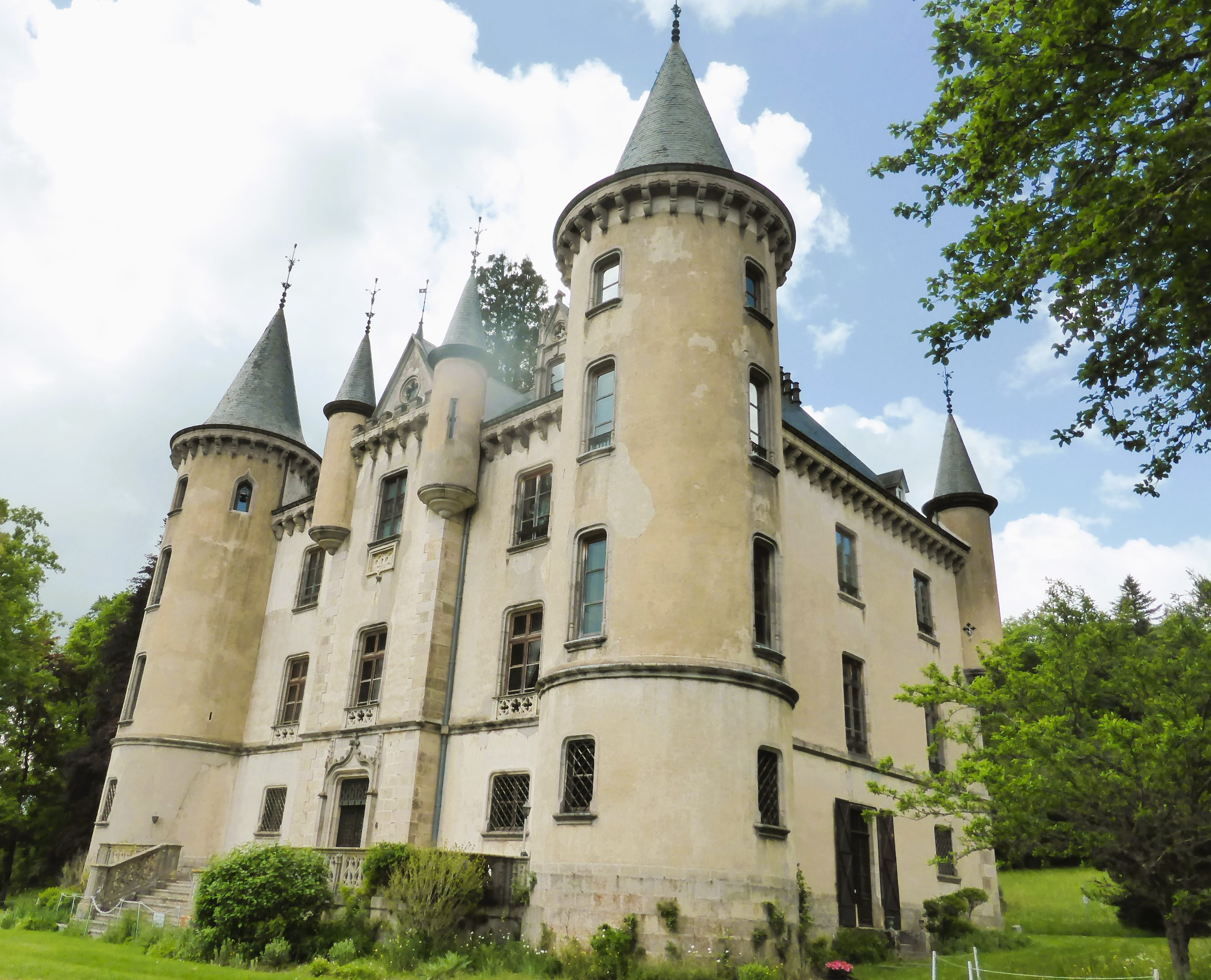
Château de Montivert 2 façades.
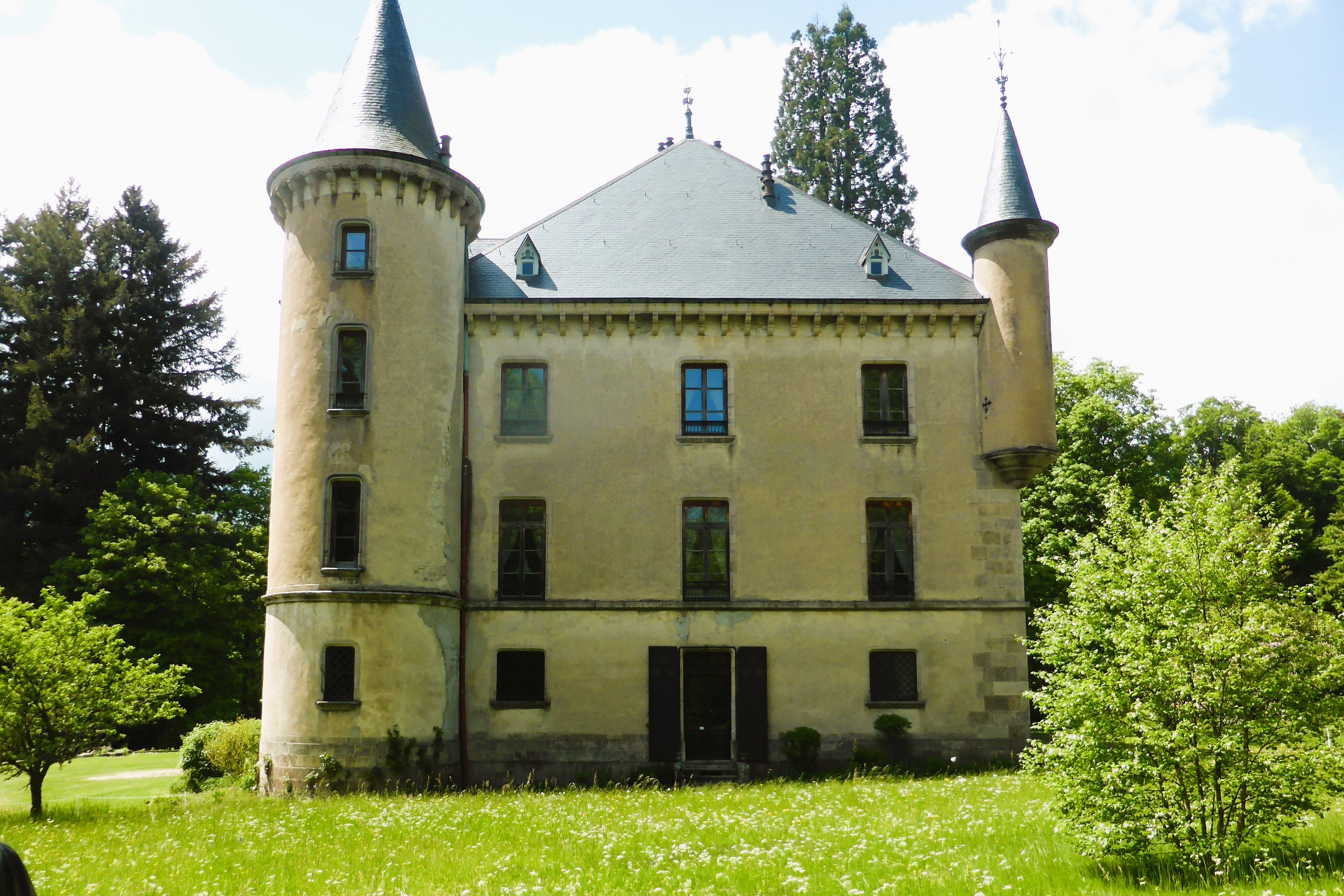
Château de Montivert façade est.
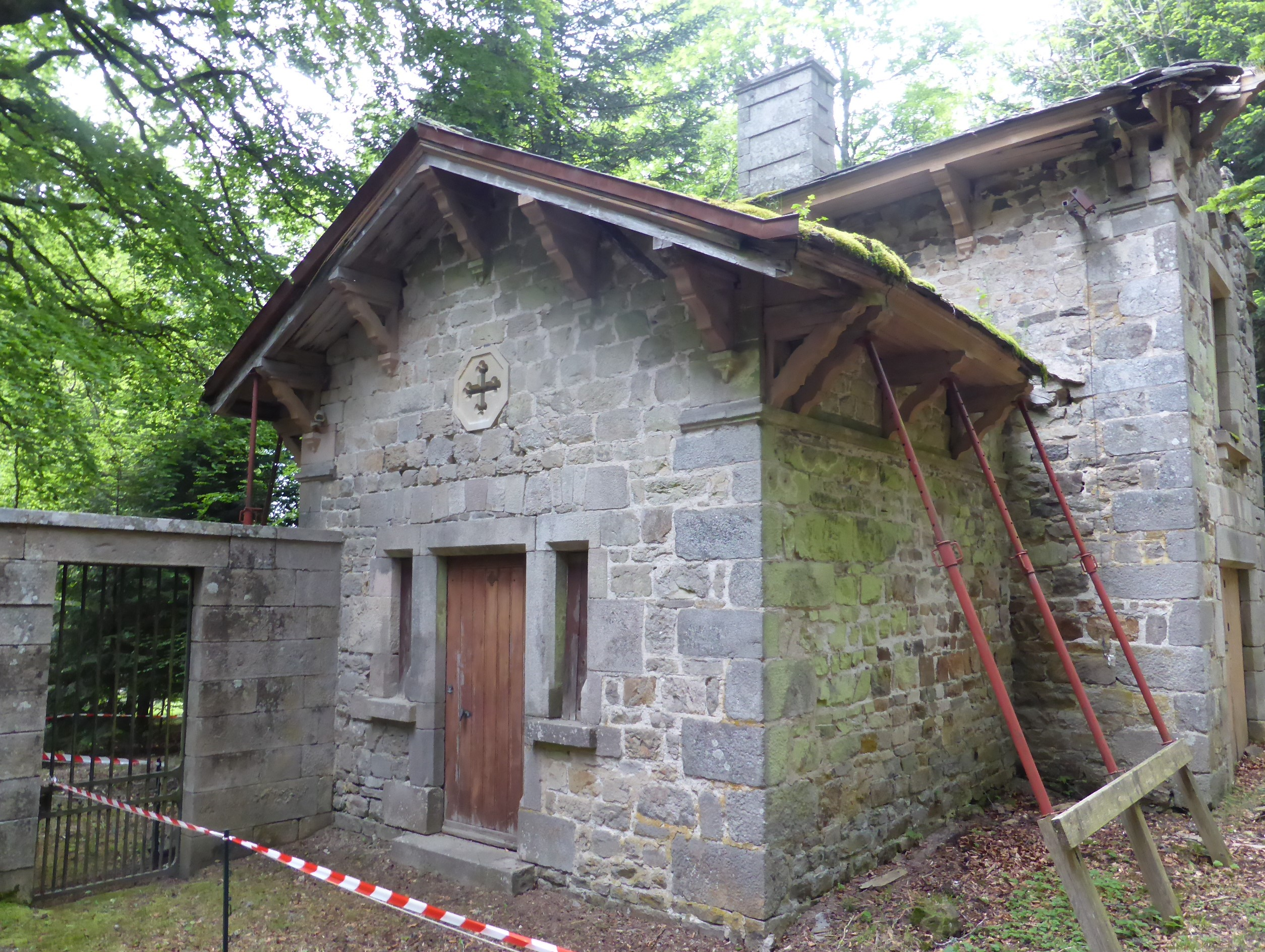
Conciergerie.

### Dépendances
Le château possède deux dépendances ; une ferme et une conciergerie.
La ferme est en plan en U et comporte un étage et une comble à surcroît. Elle comprend l'étable, les écuries, la grange, le fenil. En son centre se trouve l'habitation. La toiture est en tuiles plates sur les longs pans, les noues et les croupes. À l'arrière se trouve un potager clos.
La conciergerie, de plan symétrique comporte un étage. Le toit est en ardoise à longs pans.

### Protections
Le château dans son ensemble, sa ferme et ses communs pour leurs façades et toitures, le potager clôturé, le parc et la serve, les façades et toitures de la loge d'entrée, ainsi que l’ensemble du mur de clôture du domaine, sont inscrits au titre des monuments historiques par arrêté du 12 octobre 2007.